# Business (singel)
Business – piąty singel promujący album The Eminem Show amerykańskiego rapera Eminema.

## Certyfikaty i sprzedaż
| Kraj            | Najwyższa pozycja |
| --------------- | ----------------- |
| Australia       | 4                 |
| Austria         | 22                |
| Belgia          | 28                |
| Holandia        | 9                 |
| Irlandia        | 7                 |
| Niemcy          | 15                |
| Nowa Zelandia   | 14                |
| Szwajcaria      | 22                |
| Wielka Brytania | 6                 |